# Gustavo Green Córdoba
Gustavo Gren Córdoba (Málaga, 10 de mayo de 1880-Bilbao, 9 de noviembre de 1965), más conocido como Gustavo Green Córdoba o simplemente Gustavo Green, fue un futbolista español que jugó como delantero en el FC Barcelona y el RCD Espanyol.
Tras pasar su infancia en un barrio del sur de Londres, se instaló en Barcelona y empezó a jugar amistosos con el Escocés FC, el Català FC y el Team Roig. Fue capitán del equipo que ganó el primer título oficial del fútbol español, la Copa Macaya 1900-01 con el Hispania AC. Ganó las tres ediciones de la Copa Macaya con tres clubes diferentes (Hispania AC, Barça y Español), siendo el único en conseguirlo. Fue así la primera gran estrella del fútbol catalán así como uno de los primeros grandes delanteros del Barcelona y del RCD Espanyol (entonces Club Español), anotando más de 100 goles entre 1911 y 1910, aunque este recuento incluye los goles marcados en amistosos y partidos no oficiales.

## Primeros años de vida
Gustavo Gren nació el 10 de mayo de 1880 en Málaga, de padre alemán y madre española, pero fue en Cataluña donde encontró su hogar. Pasó su infancia en un barrio del sur de Londres, donde conoció el fútbol.
Junto a su hermano, Guillermo, compitieron en algunas pruebas ciclistas en Londres utilizando el alias «Green», que era una anglicización de su apellido alemán. En la prensa catalana de su época se le menciona a menudo como Gustavo H. Green y Córdoba.

## Trayectoria

### Trayectoria como jugador

#### Escocés FC

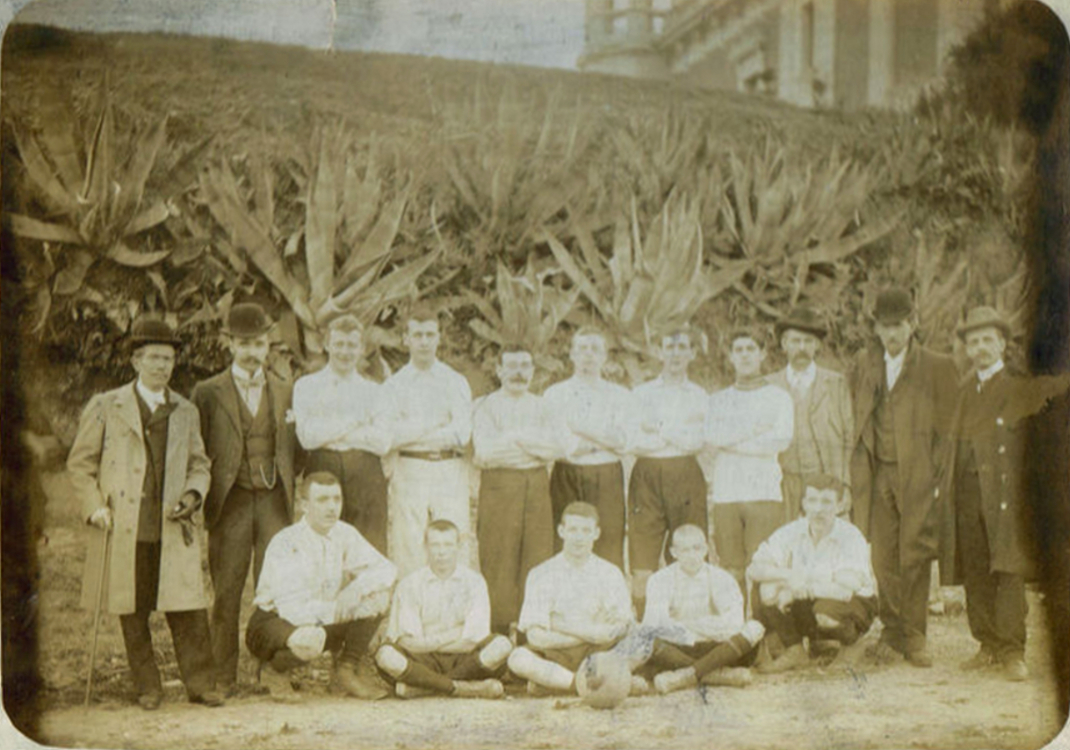
Jugadores y directivos del Escocés FC en una instantánea tomada alrededor de marzo de 1900. Gustavo está de pie, cuarto a la derecha, con una bufanda.

A los 20 años, Green regresó a España y se instaló en Cataluña a finales del siglo XIX, donde se incorporó por primera vez al Escocès FC, equipo formado por trabajadores escoceses de una fábrica de San Andrés, como George Girvan, Joseph Black y John Hamilton, siendo este último el capitán y portero del equipo.
Alrededor de marzo de 1900, a solo un mes de su llegada, el Escocés se vio inmerso en una polémica a tres bandas con el FC Barcelona y el Catalá FC, debido a que Green y Black (entre otros) jugaron algunos partidos amistosos con Escocès y Catalá en un espacio de tiempo muy corto, lo que provocó que el Barcelona lanzara quejas en su dirección, ya que no estaban contentos con que las estrellas de Escocás jugaran para sus rivales de la ciudad en ese momento. La prensa local incluso empezó a burlarse de estos jugadores escoceses llamándolos «futbolistas taxi».

#### Catalá FC
Mientras Black se quedó con el Escocés, Green decidió dejarlos ya que probablemente se sentía como un extraño (es el único miembro no escocés documentado del equipo) y se unió al Catalá FC alrededor de abril, pero un conflicto entre los miembros del club hizo que algunos de ellos se fueran y fundaran un nuevo club en mayo, Team Roig, que se convirtió en Hispania Athletic Club en octubre de 1900.

#### Hispania AC
Green jugó en el debut oficial de Roig el 24 de mayo, en un festival deportivo organizado por el Club de Polo, jugando contra el FC Barcelona en una derrota por 2-1, cortesía de un gol de la victoria de Joan Gamper. A principios de octubre de 1900, los jugadores del Team Roig decidieron constituirse legalmente como sociedad, bajo el nombre de Hispania Athletic Club, convirtiéndose Green en el primer capitán de este equipo y también en el líder de la sección de fútbol del club. Poco después, en noviembre, Hispania aprovechó la disolución del Escocés FC para incorporar a varios de sus jugadores más destacados, y Green podría haber jugado un papel fundamental en el exitoso fichaje de Hamilton, Black y Willie Gold por parte de Hispania.
Tras la fundación del club, el Hispania AC organizó la primera edición de la Copa Macaya en 1901, que fue el primer campeonato de fútbol disputado en la Península ibérica, y el precursor del campeonato catalán que comenzó en 1903. En el partido inaugural del torneo contra el FC Barcelona el 20 de enero de 1900, Green marcó dos goles en la remontada por 2-1, contribuyendo así decisivamente a que Hispania se convirtiera en el primer equipo en ganar un partido competitivo en el fútbol español, así como en el primer equipo en derrotar al Barça en un partido competitivo. Este resultado resultó decisivo en el desenlace del torneo ya que el Hispania consiguió el título al Barça por tan solo dos puntos. Green fue el capitán y mejor jugador del Hispania en el torneo, desempeñando un papel fundamental para ayudar a su equipo a convertirse en el primer club español en ganar un título oficial. Terminó el torneo con 9 goles, 7 de los cuales llegaron en las goleadas 0-10 y 14-0 al Franco-Española. Esos nueve goles le convirtieron en el segundo máximo goleador del torneo, sólo detrás de Joan Gamper, que marcó la friolera de 31 goles.

#### FC Barcelona
A pesar de su capacidad goleadora, las diferencias con los técnicos del Hispania sobre la posición en la que debía alinear Green provocaron su salida y posterior entrada en el FC Barcelona, donde junto a Gamper, Arthur Witty y Udo Steinberg, ayudó al Barça a ganar la Copa Macaya 1901-02, el primer título de la historia del club. A pesar de su condición de estrella del fútbol en Cataluña, Green sólo jugó cuatro partidos con el Barça, todos ellos encuentros oficiales de la Copa Macaya, incluida una victoria por 1-0 sobre su antiguo club, el Hispania, el 9 de marzo de 1902. Fue suplente no utilizado en la plantilla del Barça que participó en el primer torneo nacional disputado en España, la Copa de la Coronación de 1902. Debido a esta falta de minutos con el primer equipo, Green decidió abandonar el club incluso antes de finalizar la temporada, fichándose por el Club Español en la temporada 1901-02 y debutando en un partido amistoso contra el Irish FC, pero sin disputar ningún partido oficial esa temporada.

#### Club Español
Green pasó la mayor parte de su carrera en el Club Español. En su primera temporada completa en el club, Green fue decisivo para que el Espanyol ganara la tercera y última Copa Macaya, el primer título de la historia del club, siendo el máximo goleador del torneo con 7 goles, incluyendo un doblete en el partido decisivo contra el Hispania (3-1) el 12 de abril de 1903. De esta forma, ganó todas las ediciones de esta Copa cada vez con un equipo diferente, siendo el único jugador en conseguirlo.
A partir de 1903-04, el campeonato catalán comenzó a ser organizado por la Federación Catalana de Fútbol y la Copa Macaya pasó a conocerse como el Campeonato de Cataluña, y junto con Emilio Sampere, Ángel Rodríguez Ruiz y Ángel Ponz, Green ayudó al club a barrer el título con 15 victorias en 16 partidos y solo permitiendo un empate en casa del Barcelona, ganando así el campeonato catalán por cuarta vez consecutiva. Se mantuvo fiel al club hasta 1905, cuando el Español tuvo que suspender sus actividades por falta de jugadores ya que la mayoría eran estudiantes universitarios que se matricularon para estudiar en universidades fuera de Cataluña en el curso 1905-06. Aunque la mayoría de los jugadores restantes se unieron al X Sporting Club, como Sampere, Ponz y el guardameta Pedro Gibert, Green decidió seguir un camino diferente, regresando a Barcelona en 1906, e incluso jugando algunos partidos no oficiales con el FC Barcelona ese mismo año.
En 1909, después de una pausa de tres años, el Espanyol fue finalmente y efectivamente relanzado como el Club Deportivo Español, nombre que todavía se mantiene hoy en día, por lo que Green jugó con el Espanyol durante cuatro años más, siendo miembro del gran equipo del Espanyol de la década de 1910 que tenía jugadores como Paco Bru, Sampere y los hermanos Armet (Francisco y Juan), ganando el Campeonato de Cataluña por segunda vez en 1911-12. En la temporada 1910-11 casi no jugó, ya que sólo participó puntualmente en un par de partidos benéficos, retirándose del fútbol al final de la temporada 1911-12. Green se adelantó a su tiempo, fue una estrella en los tiempos pioneros del deporte y un talentoso jugador de baloncesto capaz de ganar títulos en todos los clubes en los que jugó. Green fue de lejos el jugador más destacado de la primera década de existencia del Espanyol, siendo por ello incluido en el equipo del club de los años 1900.

#### Carrera internacional
En 1903, Green disputó dos partidos amistosos entre equipos formados por los mejores jugadores de Barcelona, el primero en Muntaner el 21 de mayo, anotando el único gol blanco en la derrota por 1-3 ante los rojos, y el segundo el 24 de septiembre, un partido de prueba entre dos «equipos de Barcelona» que debía decidir quién integraría la primera selección de la selección catalana al año siguiente.
El 15 de enero de 1905, Green debutó con la selección catalana contra el Sportsmen's Club en el campo del Espanyol, el Hospital Clínic, participando en el ataque junto a sus compañeros Sampere y Ponz al finalizar el partido con resultado desconocido. El 13 de mayo de 1906, él y sus compañeros del Espanyol Carril y Ponz abandonaron sus ocupaciones e hicieron un sacrificio para cubrir las pérdidas de último minuto de Cataluña (inicialmente, se suponía que sería el famoso campeón de origen suizo Morret) en un partido contra el Madrid FC en el campo del Barça, ayudando a su equipo a ganar 5-2.
El 18 de noviembre de 1909, Green volvió a ser internacional con la selección catalana en un partido contra el Equip Blanc en el Campo de la calle Industria, con motivo de un partido benéfico por los lesionados de la guerra de Melilla, perdiendo por 2-6.

### Dirigente deportivo
Incluso después de retirarse, Green siguió muy vinculado al Espanyol, ya que desempeñó funciones como contable en su consejo de administración presidido por Santiago de la Riva. También ejerció como directivo del RCD Espanyol en varias juntas directivas.
En 1904, en ausencia del director técnico, Green y su compañero Ángel Ponz fueron los encargados de dirigir los entrenamientos, por lo que también puede ser considerado uno de los primeros entrenadores del Espanyol.

### Fuera del fútbol
Vivir exclusivamente del fútbol no era algo habitual en aquella época, por lo que tuvo un segundo trabajo, siendo su profesión la de telegrafista. De hecho, cuando participaba en ciclismo de competición, también utilizaba el alias «Télégraphe».

## Vida personal y muerte
Green se casó con María Anglada Ribas en 1907 en Barcelona.
Green murió el 9 de noviembre de 1965 en Bilbao a la edad de 65 años.

## Honores

### Clubes
Hispania AC
- Copa Macaya: 
  - Campeones: 1900-01

FC Barcelona
- Copa Macaya: 
  - Campeones: 1901-02

Club Español
- Copa Macaya: 
  - Campeones: 1902-03
- Campeonato de Cataluña
  - Campeones: 1903-04 y 1911-12[3]

### Individual
Máximo goleador de la Copa Macaya 1902-03 con 7 goles.